# شنا (انسان)

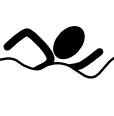
تصویرنگاشت شنا

شِنا کردن مهارت شناور ماندن و حرکت درون آب است. شنا کردن به معنی حرکت انسان یا جانور بدون هر گونه کمک خارجی درون آب است. آموختن شنا علاوه بر تقویت جسم در مواقع اضطراری و افتادن ناگهانی درون آب، زندگی انسان را نجات خواهد داد. بسیاری از جانوران هنگام تولد و به‌طور غریزی، توانایی شنا کردن را دارند؛ اما انسان باید شنا کردن را یاد بگیرد. همچنین گفته شده است که برخی جانوران مانند میمون توانایی شنا کردن را ندارند.
شناگران مبتدی تمرین‌های خود را اغلب در استخرهای کم‌عمق و کناره دریاها شروع می‌کنند. آن‌ها ابتدا شناور ماندن روی آب و سپس حرکت‌های پا را می‌آموزند و در پایان حرکت‌های دست را نیز یاد خواهند گرفت. برای شنا کردن آسان و روان، شناگران در مفاصل اصلی‌شان به انعطاف‌پذیری مطلوبی نیاز دارند.
شناگران تازه‌کار باید چگونگی حرکت‌های هماهنگ دست با نفس کشیدن را تمرین کنند. شناگران معمولاً یک یا چند حرکت شنا می‌آموزند.

## تاریخچه
شواهد باستان‌شناسی نشان می‌دهند که قدمت شنا و شنا کردن به ۲۵۰۰ سال پیش از میلاد در تمدن مصر و پس از آن در تمدن‌های آشور، یونان و روم باستان بازمی‌گردد. آنچه از گذشته آموزش شنا می‌دانیم، بر اساس یافته‌هایی است که از «حروف تصویری» هیروگلیف مصریان به دست آورده‌ایم. یونانی‌های باستان و رومی‌ها شنا را بخشی از برنامه‌های مهم آموزش نظامی خود قرار داده بودند و مانند الفبا یکی از مواد درسی در آموزش مردان بوده‌است. شنا در شرق به قرن اول پیش از میلاد بازمی‌گردد. ژاپن جایی است که شواهد و مدارکی از مسابقات شنا در آن وجود دارد. در قرن هفدهم به دستور رسمی حکومتی شنا به صورت اجباری در مدارس تدریس می‌شد.

## مزایا

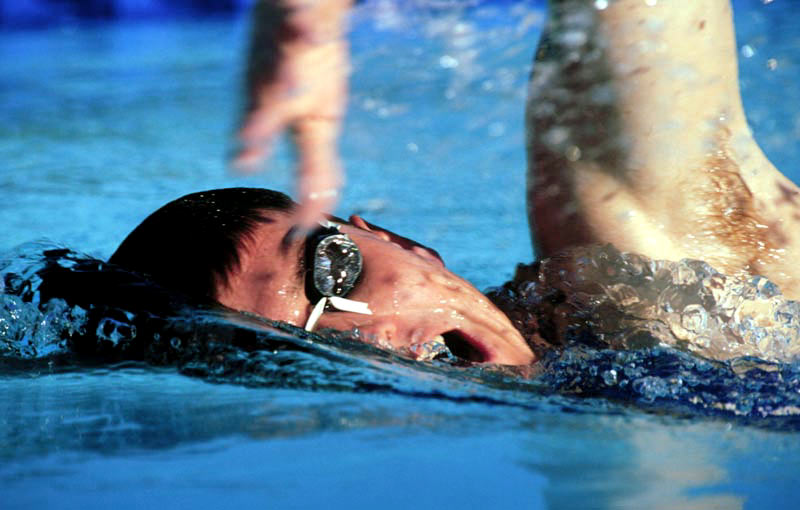
یک شناگر که در حال شنای کرال جلو است.

شناکردن فواید بسیاری برای اعضای بدن دارد و جزو ورزش‌های مهم به‌شمار می‌زود. شنا در تثبیت فشار خون و کاهش فرکانش قلبی در خواب و بیداری و افزایش توانایی تحمل برای سیستم قلبی و عروقی می‌شود. شنا در تنظیم تنفس تأثیر خوبی دارد و به خاطر رطوبت محیطی به افراد مبتلا به بیماری آسم پیشنهاد می‌گردد. به افرادی که مبتلا به مشکلات مفاصل پایین‌تنه و آرتروز هستند شناکردن پیشنهاد می‌شود. شنا ماهیچه‌های بالاتنه و پایین‌تنه بدن و عضلات شکم و ماهیچه‌های ستون مهره‌ها را به کار می‌گیرد و به افرادی که دارای مشکل ستون مهره‌ها هستند پیشنهاد می‌شود.

## زیان‌ها
به افرادی که دچار بیماری‌های خاص مانند دیابت کنترل‌نشده، صرع، تشنج عضلات، مشکلات تپش قلب هستند و در نتیجهٔ بیماری‌شان ممکن است در آب بی‌هوش شوند، شنا پیشنهاد نمی‌شود و امکان به وجود آمدن عوارض مقطعی مانند عفونت گوش، بیماری‌های شدید گوش و حلق و بینی، سینوزیت، برخی بیماری‌ها نای و ریه‌ها، و برخی بیماری‌های پوستی و در زنان عفونت ادرار و مجاری ادارای می‌شود که با رعایت تمهیدات لازم تا حدودی می‌توان با آنها مقابله کرد.